# アトランティックベイネットル
アトランティックベイネットル（Chrysaora chesapeakei）は、ヤナギクラゲ属のクラゲの一種。かつてはアトランティックシーネットルと混同されていたが、2017年に別種と判明した。

## 分布と生息地
主にチェサピーク湾に分布し、アメリカ合衆国東海岸とメキシコ湾でも見られる。外洋、汽水域、湾、河口など幅広い環境に生息する。

## 形態
口は中央にあり、4本の口腕に囲まれている。24本の触手を持ち、触手には毒がある。人が刺されても通常命に関わる事は無いが、アレルギー反応を引き起こす場合がある。
アトランティックシーネットルと似るが、本種は傘の直径が約10 cmと小さく、触手が少なく口腕が長い。

## 生態
プラヌラになるまでは、親が卵を運ぶ。その後は多くが牡蠣殻などに付着する。そしてポリプとなり、横分体形成を行う場合もある。環境が整うまで、ポリプの状態を繰り返す。肉食で、プランクトンや甲殻類、有櫛動物を捕食する。本種自体はウミガメの餌になる。チェサピーク湾で漁業に影響を及ぼすムネミオプシス・レイディは、本種によって捕食されることで、数が抑制され続けている。気候変動により、環境の変化の影響を受ける恐れがある。